# Jeremias Chitunda
Jeremias Kalandula Chitunda (20 de fevereiro de 1942 – 2 de novembro de 1992) foi um político angolano que atuou como vice-presidente da União Nacional para a Independência Total de Angola (UNITA) até ser assassinado em Luanda, durante o Massacre do Dia das Bruxas, ocorrido logo após o primeiro turno das eleições presidenciais de 29 e 30 de setembro de 1992. Considerado o segundo homem mais importante da organização, Chitunda era o principal adjunto do líder Jonas Savimbi.

## Carreira política
Chitunda ingressou na UNITA em 1966. Em janeiro de 1975, integrou o Conselho Presidencial do Governo de Transição, exercendo a função de Ministro dos Recursos Naturais.
Posteriormente, representou o partido no sudoeste dos Estados Unidos, sendo promovido, em 1976, a representante-geral da UNITA nos EUA. Em agosto de 1986, no sexto congresso do partido, foi eleito vice-presidente da UNITA.